# ياسين خليل
الأستاذ الدكتور ياسين خليل هو أكاديمي وإداري وسياسي عراقي ذو توجه قومي اشتراكي، ولد في بغداد سنة 1934 وتوفي في 3 أيار 1986.

## نشاطه العلمي
حصل على الدكتوراه من جامعة مونستر الألمانية وأطروحته كانت عن «فلسفة كارناب».
عمل أستاذا للمنطق الرياضي وفلسفة العلوم في قسم الفلسفة في كلية الآداب في جامعة بغداد، فهو أستاذ الفلسفة المعاصرة، وهو من أوائل الأساتذة العراقيين الذين تخصصوا في فلسفة العلوم والمنطق الرياضي، وقد عمل في قسم الفلسفة منذ سنة 1964 وترأس قسم الفلسفة سنوات عدة كما عمل أستاذا للمنطق الرياضي وفلسفة العلوم في كلية آداب الجامعة الليبية، وأشرف على العديد من طلبة الماجستير والدكتوراه خلال مسيرته التدريسية.
عمل مديرا لمركز إحياء التراث العلمي العربي في بغداد عن تأسيسه سنة 1977، وقد باشر المركز أعماله في 12 شباط 1977.

## نشاطه السياسي
شغل منصب وزير دولة لشؤون الشباب في وزارة عبد الرحمن عارف سنة 1967. وبتاريخ 13 كانون الثاني 1968، عين في وزارة طاهر يحيى الرابعة وزيرا لرعاية الشباب بدلا من الوزير المستقيل عبد الهادي الراوي.

## مؤلفاته
كتب بحوثا ودراسات مختلفة منشورة في المجلات الأكاديمية والثقافية، ومن كتبه:
- منطق اللغة، 1962
- الشباب والتيارات الفكرية، 1963
- نظرية أرسطو المنطقية، 1964
- القومية والاشتراكية، 1964
- المفاهيم القومية والاشتراكية، 1965
- الايديولوجية العربية، 1966
- الذرية المنطقية، 1967
- منطق المعرفة العلمية، 1971
- منطق البحث العلمي، 1974

كما إن له أيضا:
- مصادر التراث العلمي العربي والدراسات الإنسانية والعالم الرياضي
- نظرية جوتلوب فريجه المنطقية
- مقدمة في الفلسفة المعاصرة
- الفيلسوف والتفلسف
- العلوم الطبيعية عند العرب
- نظرية القياس المنطقية
- الطب والصيدلة عند العرب
- نظرية القياس المنطقية
- التراث العلمي العربي

كما عمل رئيسا لتحرير جريدة الثورة العربية.

## كتب عنه
- «الدكتور ياسين خليل سيرته وفلسفته واعماله العلمية»، لمؤلفه الدكتور مشهد سعدي العلاف، والكتاب بالأصل رسالته للماجستير، وقد نشر سنة 1988.

## روابط خارجية
- أرشيف مقالات الدكتور ياسين خليل